# The Journey So Far: The Best Of Loreena McKennitt
The Journey So Far es un álbum recopilatorio de la cantante, intérprete y multinstrumentista canadiense Loreena McKennitt. El trabajo fue lanzado en 2013 en territorios como Canadá e Irlanda y posteriormente en 2014 alrededor del mundo, asimismo la edición de lujo fue publicada en 2014.

## Observaciones
The Journey So Far o El Viaje Hasta Ahora es el segundo álbum de grandes éxitos de McKennitt en el cual, de una forma más resumida, continúa reuniendo los mejores temas de su trayectoria artística. Contando con sólo doce temas, tanto melodías como canciones, el disco ha conseguido buenas observaciones de parte de la crítica como del público seguidor de McKennitt y adeptos de la música New Age y Celta en general.

## Ediciones
Este nuevo trabajo al ser concebido como un reconocimiemto a la carrera de McKennitt se ha constituido en ediciones o versiones diferentes, tanto en contenido como formatos. Por ejemplo en Chile se ha lanzado y distribuido una edición que contiene la versión en español de la renombrada canción Dante's Prayer en lugar de la versión original en Idioma inglés, que en sus orígenes se incluyó oficialmente en el box set The Journey Begins del año 2008. A su vez la edición de lujo también comercializada en Chile contenía en su disco n° 1 la versión original del tema. La edición de lujo internacional incluye dos discos; la edición estándar y una grabación de un concierto de Loreena grabado en Mainz, Alemania en julio de 2012 llamado "A Midsummer Night's Tour (Highlights)" (haciendo referencia a A Midwinter Night's Dream, disco navideño de McKennitt publicado en 2008).

## Lista de temas

### Edición Estándar
- 1.- The Mystic's Dream (Album Edit) — 4:33 (The Mask And Mirror, 1994)
- 2.- Bonny Portmore — 4:22 (The Visit, 1991)
- 3.- The Bonny Swans (Album Edit) — 4:00 (The Mask And Mirror, 1994)
- 4.- The Mummers' Dance (Single Remix) — 4:04 (The Book Of Secrets, 1997)
- 5.- Down By The Sally Gardens — 5:38 (The Wind That Shakes The Barley, 2010)
- 6.- Stolen Child — 5:04 (Elemental, 1985)
- 7.- The Lady Of Shalott (Album Edit) — 4:46 (The Visit, 1991)
- 8.- Marco Polo — 5:15 (The Book Of Secrets, 1997)
- 9.- Penelope's Song — 4:21 (An Ancient Muse, 2006)
- 10.- Huron 'Beltane' Fire Dance — 4:20 (Parallel Dreams, 1989)
- 11.- The Old Ways — 5:50 (The Visit, 1991)
- 12.- Dante's Prayer — 7:13 (The Book Of Secrets, 1997)

#### Edición Estándar deChile
- 12.- Dante's Prayer (Spanish-Language Version) — 7:10 (The Journey Begins, 2008)

### Edición de Lujo

#### CD 1: The Journey So Far
- 1.- The Mystic's Dream (Album Edit) — 4:33 (The Mask And Mirror, 1994)
- 2.- Bonny Portmore — 4:22 (The Visit, 1991)
- 3.- The Bonny Swans (Album Edit) — 4:00 (The Mask And Mirror, 1994)
- 4.- The Mummers' Dance (Single Remix) — 4:04 (The Book Of Secrets, 1997)
- 5.- Down By The Sally Gardens — 5:38 (The Wind That Shakes The Barley, 2010)
- 6.- Stolen Child — 5:04 (Elemental, 1985)
- 7.- The Lady Of Shalott (Album Edit) — 4:46 (The Visit, 1991)
- 8.- Marco Polo — 5:15 (The Book Of Secrets, 1997)
- 9.- Penelope's Song — 4:21 (An Ancient Muse, 2006)
- 10.- Huron 'Beltane' Fire Dance — 4:20 (Parallel Dreams, 1989)
- 11.- The Old Ways — 5:50 (The Visit, 1991)
- 12.- Dante's Prayer — 7:13 (The Book Of Secrets, 1997)

#### CD 2: A Midsummer Nights Tour (Highlights)
- 1.- The Star Of The Cunty Down — 3:58
- 2.- Night Ride Across The Caucasus — 8:08
- 3.- The Dark Night Of The Soul — 6:57
- 4.- Santiago — 6:53
- 5.- Beneath A Phrygian Sky — 7:23
- 6.- As I Roved Out — 4:35
- 7.- All Souls Night — 5:01
- 8.- Caravanserai — 5:50
- 9.- Full Circle — 5:18

- Datos: Q24953587